# Xylia schliebenii
Xylia schliebenii är en ärtväxtart som beskrevs av Hermann August Theodor Harms. Xylia schliebenii ingår i släktet Xylia och familjen ärtväxter. Inga underarter finns listade i Catalogue of Life.